# Скатинська сільська рада
Ска́тинська сільська рада (рос. Скатинский сельский совет) — сільське поселення у складі Білозерського району Курганської області Росії.
Адміністративний центр — село Скати.
Населення сільського поселення становить 339 осіб (2017; 376 у 2010, 443 у 2002).

## Склад
До складу сільського поселення входять:
| Населений пункт  | Населення, осіб (2002) | Населення, осіб (2010) |
| ---------------- | ---------------------- | ---------------------- |
| Ордина, присілок | 61                     | 30                     |
| Скати, село      | 382                    | 346                    |